# Mount Hope (Wisconsin)
Mount Hope is een plaats (village) in de Amerikaanse staat Wisconsin, en valt bestuurlijk gezien onder Grant County.

## Demografie
Bij de volkstelling in 2000 werd het aantal inwoners vastgesteld op 186. In 2006 is het aantal inwoners door het United States Census Bureau geschat op 172, een daling van 14 (-7,5%).

## Geografie
Volgens het United States Census Bureau beslaat de plaats een oppervlakte van 0,8 km², geheel bestaande uit land. Mount Hope ligt op ongeveer 298 m boven zeeniveau.

## Plaatsen in de nabije omgeving
De onderstaande figuur toont nabijgelegen plaatsen in een straal van 20 km rond Mount Hope.